# Liste der Biografien/Nit
Liste der Biografien |
Portal Biografien |
Personensuche
# |
A |
B |
C |
D |
E |
F |
G |
H |
I |
J |
K |
L |
M |
N |
O |
P |
Q |
R |
S |
T |
U |
V |
W |
X |
Y |
Z |
?
 
Na |
Nb |
Nc |
Nd |
Ne |
Nf |
Ng |
Nh |
Ni |
Nj |
Nk |
Nl |
Nm |
Nn |
No |
Nr |
Ns |
Nt |
Nu |
Nv |
Nw |
Nx |
Ny |
Nz
 
Nia |
Nib |
Nic |
Nid |
Nie |
Nif |
Nig |
Nih |
Nii |
Nij |
Nik |
Nil |
Nim |
Nin |
Nio |
Nip |
Niq |
Nir |
Nis |
Nit |
Niu |
Niv |
Niw |
Nix |
Niy |
Niz
Die Liste der Biografien führt alle Personen auf, die in der deutschsprachigen Wikipedia einen Artikel haben. Dieses ist eine Teilliste mit 255 Einträgen von Personen, deren Namen mit den Buchstaben „Nit“ beginnt.

## Nit

### Nita
- Niță, Constantin (* 1924), rumänischer Politiker (PCR), Staatssekretär und Botschafter
- Niță, Constantin (* 1955), rumänischer Wirtschaftswissenschaftler und Politiker
- Niță, Florin (* 1987), rumänischer Fußballtorhüter
- Nitabuch, Raissa Semjonowna (* 1859), russische Pathologin
- Nitaphon, Offizier Alexanders des Großen

### Nitc
- Nitch, Claire (* 1971), südafrikanische Squashspielerin
- Nitchō (1252–1317), japanischer Mönch

### Nite
- Nitecki, Alicia (* 1942), US-amerikanische Autorin und Übersetzerin
- Nitecki, Zbigniew (* 1946), US-amerikanischer Mathematiker
- Nitereka, Léonidas (* 1960), burundischer römisch-katholischer Geistlicher, Bischof von Rutana
- Nițescu, Costel (* 1970), rumänischer Geigenspieler (Klassik, Jazz)

### Nith
- Niθ, japanischer Illustrator
- Nithander, Victor (* 1987), schwedischer Schachspieler
- Nithard († 845), fränkischer Geschichtsschreiber
- Niþijo, antiker germanischer Toreut

### Niti
- Nitipong Selanon (* 1993), thailändischer Fußballspieler
- Nitisak Anulun (* 2003), thailändischer Fußballspieler
- Nititorn Mad-adam (* 1990), thailändischer Fußballspieler
- Nititorn Sripramarn (* 2000), thailändischer Fußballspieler
- Nitiwat Kanjanasri (* 1985), thailändischer Poolbillard- und Snookerspieler

### Nitk
- Nitka, Zdzisław (* 1962), expressionistischer Maler, Graphiker und Holzschneider
- Nitker († 1052), Bischof von Freising
- Nitkiewicz, Krzysztof (* 1960), polnischer Geistlicher, römisch-katholischer Bischof von Sandomierz

### Nito
- Nitobe, Inazō (1862–1933), japanischer Gelehrter und Vizegeneralsekretär des Völkerbunds
- Nitokris, altägyptische Königin der 6. Dynastie
- Nitokris II., Tochter von Amasis, Hohepriesterin des Amun
- Nitot, Marie-Étienne (1750–1809), französischer Juwelier, Hoflieferant für Napoleon Bonaparte und Gründervater des Schmuckherstellers Chaumet

### Nitr
- Nitras, Sławomir (* 1973), polnischer Politiker, Mitglied des Sejm, MdEP
- Nitribitt, Rosemarie (* 1933), deutsche Prostituierte in Frankfurt
- Nitro (* 1993), italienischer Rapper
- Nitro, Lena (* 1987), deutsche PornodarstellerinLena Nitro (* 1987)

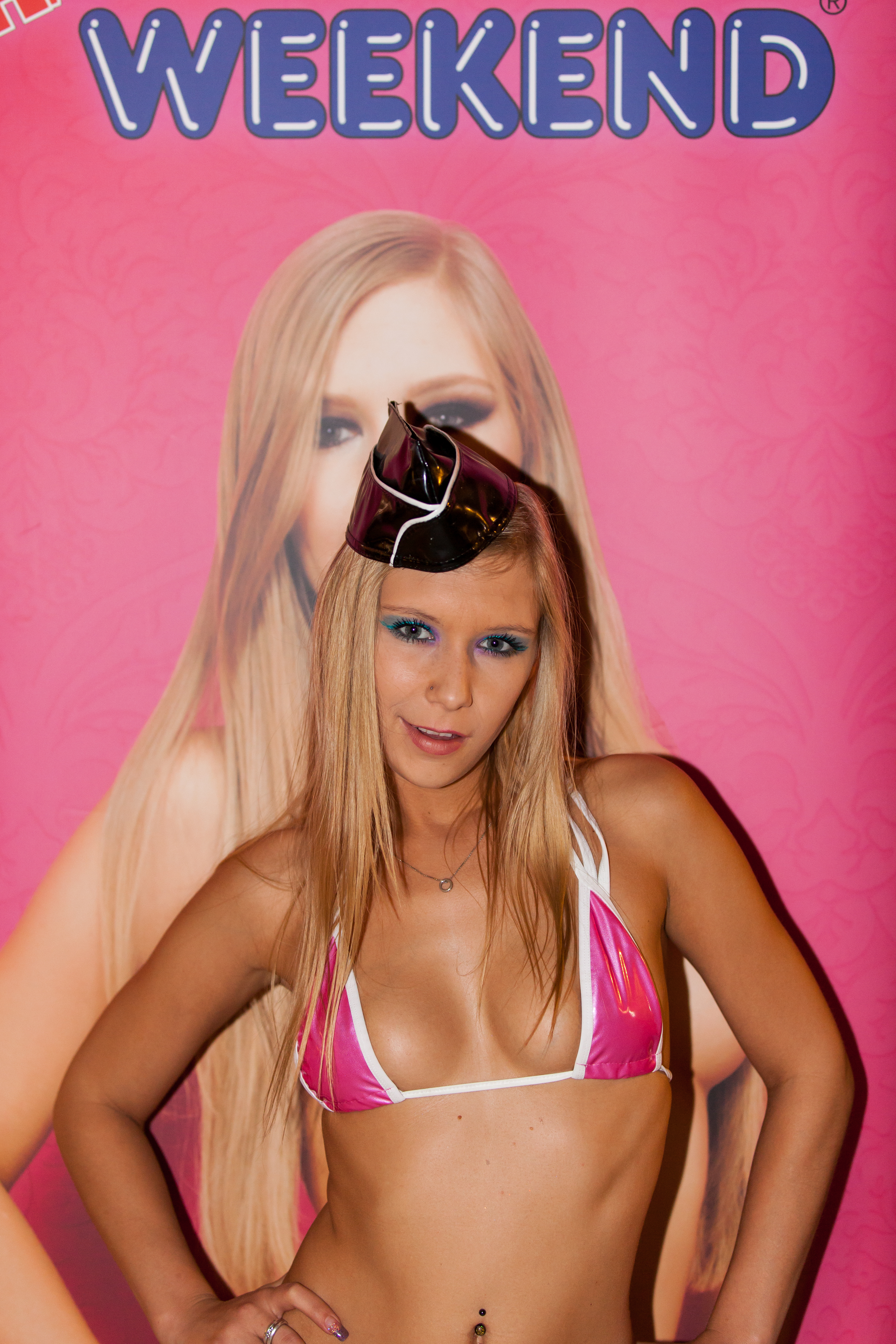
Lena Nitro (* 1987)

- Nitrous Oxide (* 1984), polnischer Trance-DJ und -Produzent
- Nitruch, Barbara (* 1947), deutsche Politikerin (SPD), MdHB

### Nits
- Nitsch, Alois (1915–1989), österreichischer General
- Nitsch, Andor (1883–1976), tschechoslowakischer Politiker der deutschen Minderheit
- Nitsch, Egbert (1934–2005), deutscher Politiker (Die Grünen), MdEP, MdB
- Nitsch, Franz (1898–1945), deutscher Politiker (NSDAP), MdR
- Nitsch, Georg (1663–1729), deutscher evangelischer Theologe
- Nitsch, Hanna (* 1974), deutsche Künstlerin
- Nitsch, Herbert (* 1970), österreichischer Apnoetaucher
- Nitsch, Hermann (1938–2022), österreichischer Maler und Aktionskünstler
- Nitsch, Jennifer (1966–2004), deutsche Schauspielerin
- Nitsch, Jo (* 1969), britische Ruderin
- Nitsch, Joachim (* 1940), deutscher Ingenieur
- Nitsch, Johannes (* 1937), deutscher Politiker (CDU), MdV, MdB
- Nitsch, Johannes (1953–2002), deutscher Musiker und Sänger
- Nitsch, Jürgen (* 1940), deutscher Psychologe und Hochschullehrer
- Nitsch, Kazimierz (1874–1958), polnischer Slawist
- Nitsch, Kurt (1915–1984), deutscher Arzt und Hochschullehrer
- Nitsch, Leopold (1897–1977), österreichischer Fußballspieler und -trainer
- Nitsch, Paul Friedrich Achat (1754–1794), deutscher Schriftsteller und lutherischer Geistlicher
- Nitsch, Richard (1908–1990), deutscher Soldat im Zweiten Weltkrieg
- Nitsch, Rilana (* 1986), deutsche Schauspielerin, Synchron- und Voiceover-Sprecherin
- Nitsch, Roger (* 1962), deutscher Mediziner und Hirnforscher
- Nitsch, Stephan (1956–2008), deutscher Ingenieur
- Nitsch, Sybilla (* 1980), deutsche Politikerin (SSW)
- Nitsch, Walter (* 1927), deutscher Architekt
- Nitsch, Walter (1933–2016), deutscher Chemiker
- Nitsch, Wolfgang (1938–2016), deutscher Sozialwissenschaftler
- Nitsch, Wolfram (* 1960), deutscher Romanist und Hochschullehrer
- Nitschack, Horst (* 1947), deutscher Romanist
- Nitsche, Andreas (1731–1795), sorbischer Reisender und Gelehrter, sächsischer Hofrat
- Nitsche, Bernhard (* 1963), deutscher römisch-katholischer Theologe und Philosoph
- Nitsche, Christian (* 1971), deutscher Journalist, Chefredakteur des Bayerischen Rundfunks
- Nitsche, Dominik (* 1990), deutscher Pokerspieler
- Nitsche, Eduard von (1825–1903), preußischer Generalleutnant
- Nitsche, Erik (1908–1998), Schweizer Grafiker
- Nitsche, Fabian (* 1984), deutscher Boxer und Boxtrainer
- Nitsche, Francisco (1930–2018), chilenischer Fußballspieler
- Nitsche, Frank (* 1964), deutscher Maler
- Nitsche, Frank (* 1964), deutscher Fußballspieler
- Nitsche, Gerald Kurdoğlu (* 1941), österreichischer Künstler
- Nitsche, Gunter (* 1944), österreichischer Rechtswissenschaftler
- Nitsche, Gustav (1892–1966), deutscher KPD-Funktionär und Gewerkschafter
- Nitsche, Hana (* 1985), deutsches ModelHana Nitsche (* 1985)

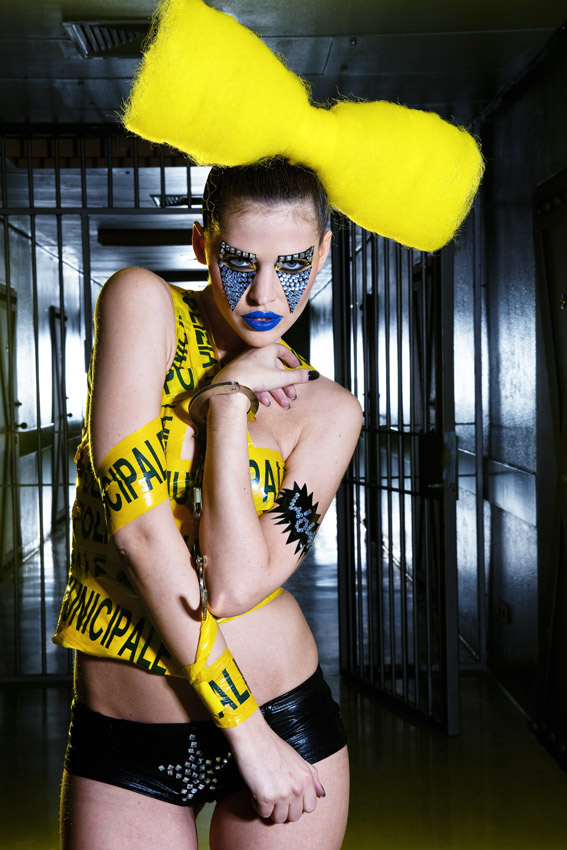
Hana Nitsche (* 1985)

- Nitsche, Hans (1893–1962), deutscher Politiker (SPD), MdL
- Nitsche, Hans von (1855–1927), preußischer Generalmajor
- Nitsche, Heinrich Bernhard (1861–1942), höherer sächsischer Staatsbeamter
- Nitsche, Hinrich (1845–1902), deutscher Zoologe, Forstwissenschaftler und Hochschullehrer
- Nitsche, Joachim (1926–1996), deutscher Mathematiker
- Nitsche, Johannes (1925–2006), deutschamerikanischer Mathematiker
- Nitsche, Jürgen (* 1958), deutscher Historiker, Autor und Kurator
- Nitsche, Karl (1908–1970), deutscher Ingenieur und Hochschullehrer
- Nitsche, Kerstin (* 1963), deutsche Juristin und Richterin
- Nitsche, Louis (* 1992), deutscher Schauspieler
- Nitsche, Manfred (1938–2024), deutscher Maler und Grafiker
- Nitsche, Michael (1961–2024), deutscher Künstler
- Nitsche, Paco-Luca (* 1984), deutscher Schauspieler
- Nitsche, Paul (1876–1948), deutscher Arzt, medizinischer Leiter der Aktion T4Paul Nitsche (1876–1948)

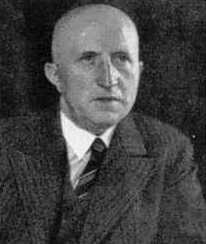
Paul Nitsche (1876–1948)

- Nitsche, Peter (1933–2018), deutscher Historiker
- Nitsche, Rosel (* 1950), deutsche Ruderin
- Nitsche, Rudolf (1922–1996), deutscher Physikochemiker, Kristallograph und Hochschullehrer
- Nitsche, Stefan Ark (* 1955), deutscher evangelischer Theologe
- Nitsche, Thomas (* 1953), deutscher Softwareentwickler, Mathematiker und Unternehmer
- Nitsche, Torsten (* 1977), deutscher Radrennfahrer
- Nitsche, Veronika (* 1971), österreichische Politikerin (Grüne), Landtagsabgeordnete in der Steiermark
- Nitsche, Walter (1900–1969), deutscher Politiker (SPD), MdL
- Nitsche, Wolfgang (* 1925), deutscher Fußballspieler
- Nitschepurenko, Michail Iwanowitsch (* 1955), sowjetischer Hockeyspieler
- Nitschke, Albert (* 1835), deutscher Brauereidirektor und Politiker (NLP), Bürgermeister, MdR
- Nitschke, Alfred (1898–1960), deutscher Kinderarzt und Hochschullehrer
- Nitschke, Anatol (* 1960), deutscher Filmproduzent und Filmverleiher
- Nitschke, Annelore (* 1944), deutsche literarische Übersetzerin
- Nitschke, August (1926–2019), deutscher Historiker
- Nitschke, Carola (* 1962), deutsche Schwimmerin
- Nitschke, Christian (* 1985), deutscher Triathlet
- Nitschke, Eva (* 1956), deutsche Ruderin
- Nitschke, Franz (1808–1883), Pfarrer von Rengersdorf sowie Großdechant der Grafschaft Glatz und Generalvikar des Erzbistums Prag in Preußen
- Nitschke, Friedrich (1906–1944), deutscher Widerstandskämpfer und NS-Opfer
- Nitschke, Gerhard (1933–2005), deutscher Architekt
- Nitschke, Hans (1930–2022), deutscher Schauspieler und Synchronsprecher
- Nitschke, Heinrich Joseph von (1708–1778), Weihbischof in Bamberg
- Nitschke, Marcin (* 1983), polnischer Snookerspieler
- Nitschke, Mathis (* 1973), deutscher Komponist
- Nitschke, Peter (1961–2024), deutscher Politikwissenschaftler
- Nitschke, Philip (* 1947), australischer Aktivist, Autor und ehemaliger Arzt
- Nitschke, Rainer (* 1947), deutscher Moderator
- Nitschke, Ray (1936–1998), US-amerikanischer Footballspieler und Schauspieler
- Nitschke, Reiner H. (* 1953), deutscher Journalist, Fotograf und Verleger
- Nitschke, Ronald (* 1950), deutscher Synchronsprecher und SchauspielerRonald Nitschke (* 1950)

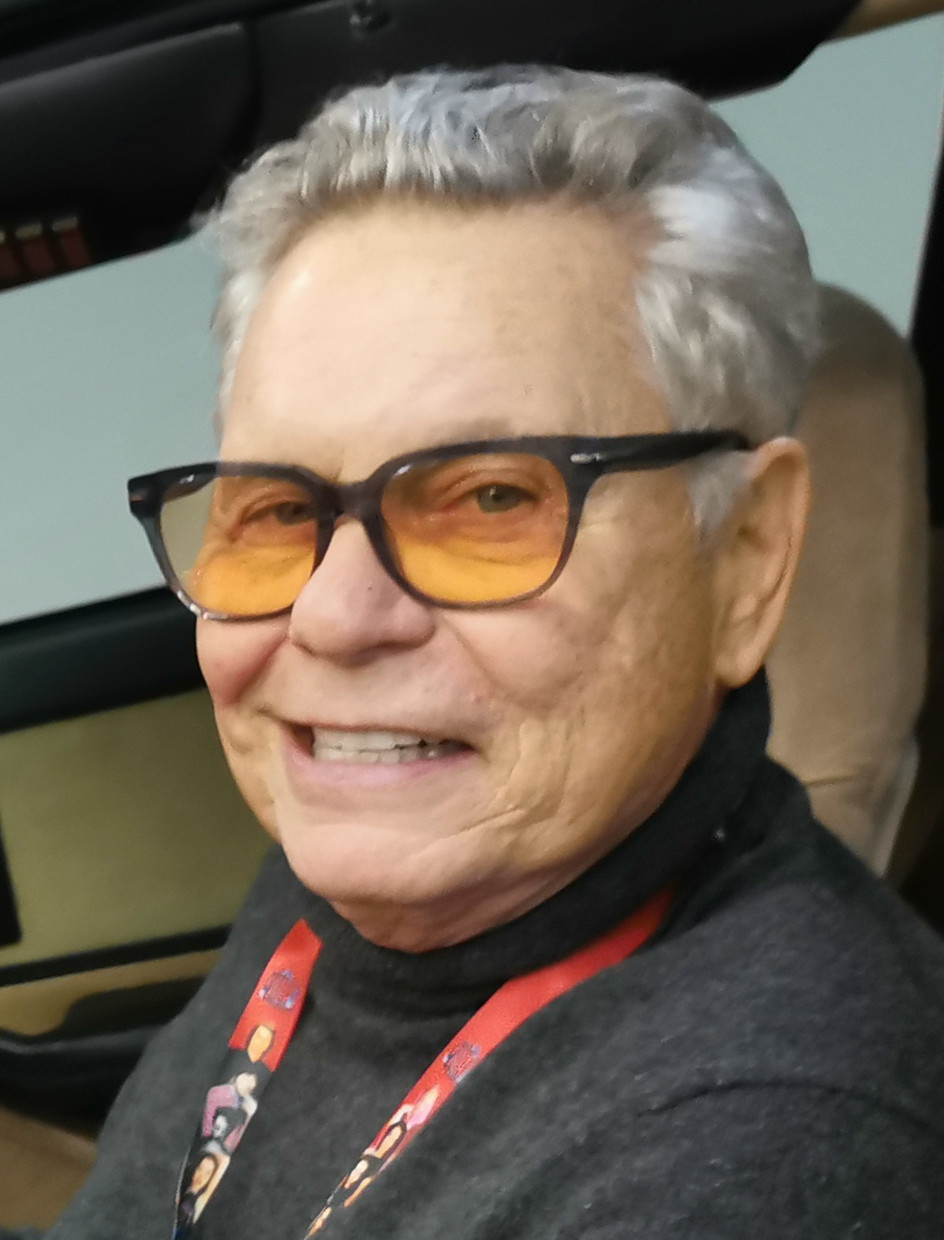
Ronald Nitschke (* 1950)

- Nitschke, Rudolf (1903–1961), deutscher Maler
- Nitschke, Theodor (1834–1883), deutscher Botaniker
- Nitschke, Ulrich (1879–1971), deutscher Maler und Bildhauer
- Nitschke, Willi (1912–1981), deutscher Sportwissenpädagoge
- Nitschke, Wolfgang (* 1947), deutscher Ringer und Trainer
- Nitschke, Wolfgang (* 1956), deutscher Kabarettist
- Nitschkoff, Julius (* 1995), deutscher SchauspielerJulius Nitschkoff (* 1995)

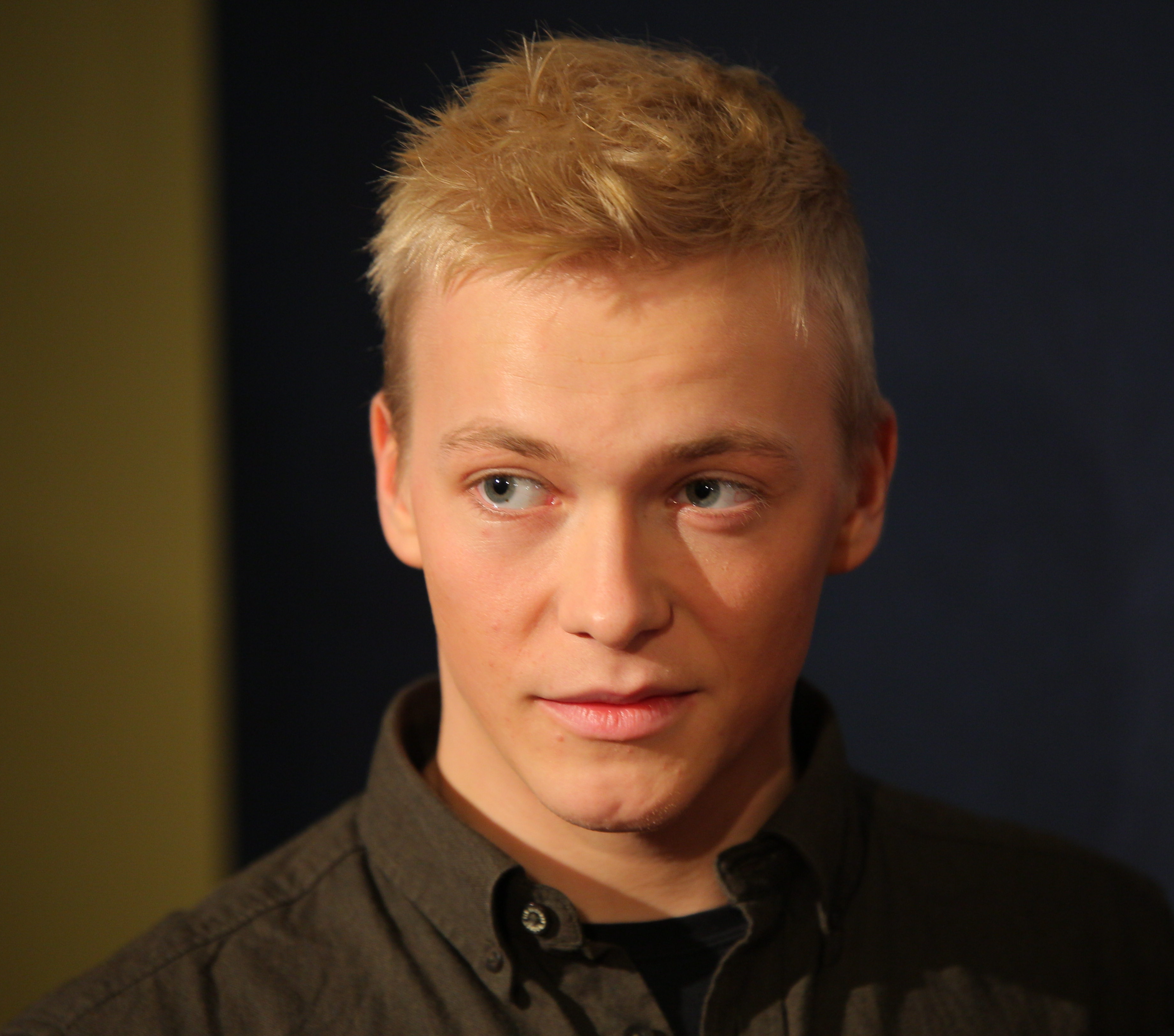
Julius Nitschkoff (* 1995)

- Nitschmann, Anita (1900–1974), österreichische Tischtennisspielerin und Tischtennisfunktionärin
- Nitschmann, Anna (1715–1760), evangelische Missionarin, Predigerin, Kirchenlieddichterin und Leiterin der Herrnhuter Brüdergemeine
- Nitschmann, Arno (1882–1945), deutscher Unternehmer und Politiker (NSDAP), MdPl
- Nitschmann, David (1676–1758), deutsch-mährischer Landwirt, Wagner und evangelischer Missionar der Herrnhuter Brüdergemeine
- Nitschmann, David (1695–1772), deutscher evangelischer Missionar und Bischof der Herrnhuter Brüdergemeine
- Nitschmann, David (1703–1779), deutsch-mährischer Missionar und der erste Archivar der Herrnhuter Brüdergemeine
- Nitschmann, Eduard (1836–1906), preußischer Generalleutnant
- Nitschmann, Heinrich (1899–1965), österreichischer Tischtennisfunktionär
- Nitschmann, Horst (1908–1976), deutscher Brigadegeneral, Unterabteilungsleiter im Bundesnachrichtendienst
- Nitschmann, Oliver (* 1971), deutscher American-Football-Spieler und Trainer
- Nitschmann, Tobias (* 1987), Tennisspieler
- Nitschowa, Ludwika (1889–1989), polnische Bildhauerin
- Nitschuschkin, Waleri Iwanowitsch (* 1995), russischer Eishockeyspieler
- Nitschypar, Aljaksej (* 1993), belarussischer Kugelstoßer

### Nitt
- Nitt, Daniel (* 1981), deutscher Liedschreiber, Musikproduzent und Komponist
- Nitt, Horst-Werner (* 1951), deutscher Politiker (CDU, parteilos)
- Nitta, Daisuke (* 1980), japanischer Fußballspieler
- Nitta, Isamu (1899–1984), japanischer Wissenschaftler
- Nitta, Jirō (1912–1980), japanischer Schriftsteller
- Nitta, Rio (* 2003), japanischer Fußballspieler
- Nitta, Yoshihiro (1929–2020), japanischer Philosoph
- Nitta, Yoshisada (1301–1338), Samurai in der Provinz Kozuke
- Nitta, Youka (* 1971), japanische Manga-Zeichnerin
- Nitta, Yudai (* 1986), japanischer Radsportler
- Nittel, Dieter (* 1954), deutscher Pädagoge
- Nittel, Heinz (1930–1981), österreichischer Politiker (SPÖ), Landtagsabgeordneter, Abgeordneter zum Nationalrat
- Nittel, Rainer (* 1967), deutscher Eishockeyspieler, -trainer und Sportfunktionär
- Nittel, Uwe (* 1969), deutscher Automobilrennfahrer
- Nittenberg, Joanna (* 1942), österreichische Journalistin
- Nitter, Erna (1888–1986), deutsche Schauspielerin
- Nitti Bovet, Filomena (1909–1994), italienische Pharmakologin
- Nitti, Francesco Fausto (1899–1974), italienischer Journalist und Kämpfer gegen den italienischen Faschismus
- Nitti, Francesco Saverio (1868–1953), italienischer Politiker, Mitglied der Camera dei deputati und Ministerpräsident ItaliensFrancesco Saverio Nitti (1868–1953)

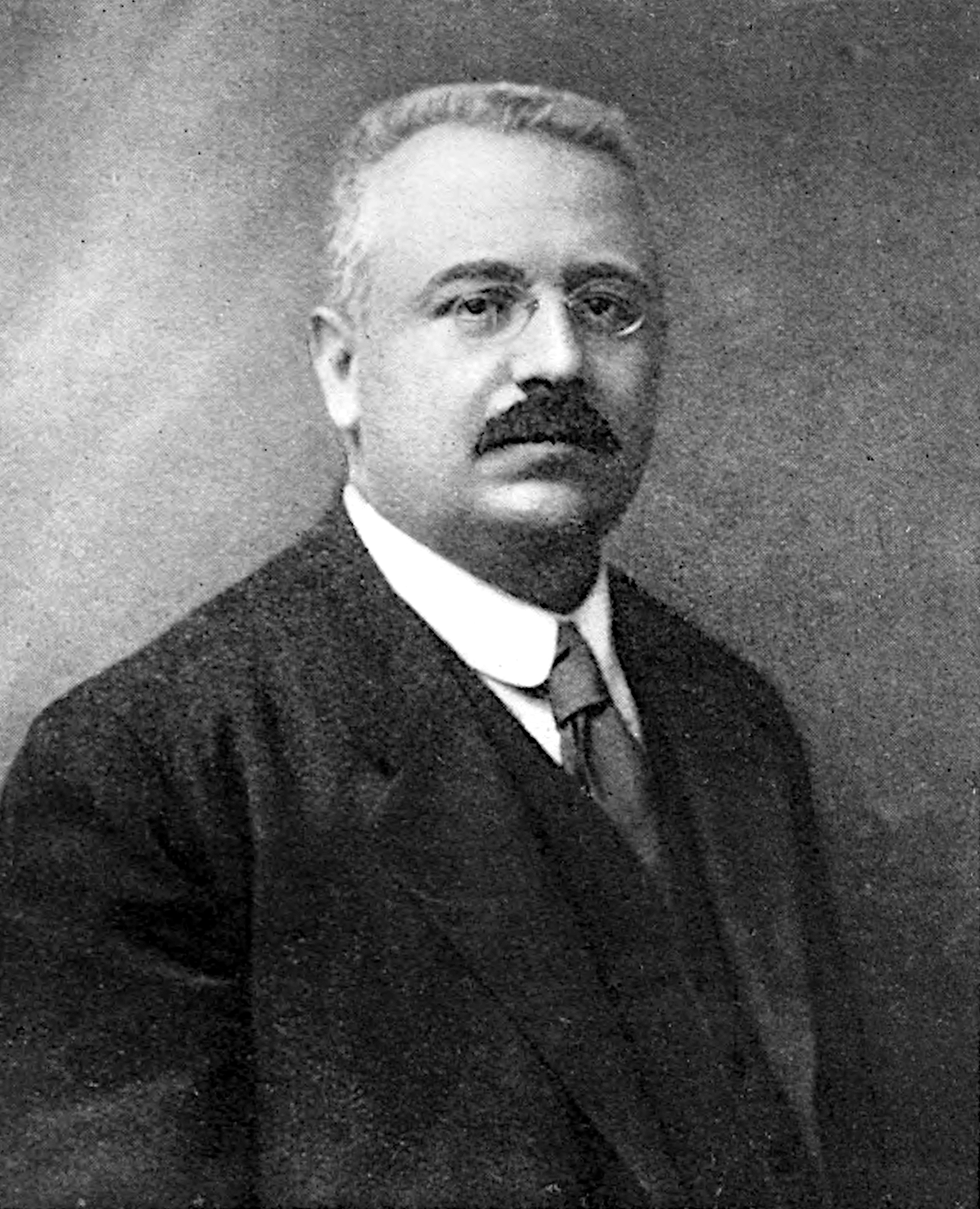
Francesco Saverio Nitti (1868–1953)

- Nitti, Frank (1888–1943), italienisch-amerikanischer Mafioso
- Nitti, Gianni De (* 2003), schweizerisch-italienischer Fussballtorhüter
- Nitti, Joseph (* 1934), italienischer Diplomat
- Nittikorn Pengsawat (* 1994), thailändischer Fußballspieler
- Nittinger, Carl Georg Gottlob (1807–1874), deutscher Mediziner und Impfgegner
- Nittka, Elisabeth (* 2003), deutsche Schauspielerin
- Nittmann, Klaus Peter (* 1959), österreichischer Politiker (FPÖ), Mitglied des Bundesrates
- Nittmann, Ulrike (* 1969), österreichische Politikerin (FPÖ), Landtagsabgeordnete, Stadträtin
- Nittmo, Björn (* 1966), schwedischer American-Football-Spieler
- Nittner, Eduard (1885–1913), österreichischer Offizier und Flugpionier
- Nittner, Ernst (1915–1997), deutscher Historiker
- Nitto, Antonio (1938–2023), italienischer Eisschnellläufer
- Nittolo, Chazz (* 2000), US-amerikanischer Schauspieler und Model
- Nitture, Akanksha (* 2003), indische Tennisspielerin
- Nitty Kutchie (* 1970), jamaikanischer Dancehall-Musiker

### Nitu
- Nițu, Gelu (* 1949), rumänischer Schauspieler

### Nity
- Nitya Pibulsonggram (1941–2014), thailändischer Botschafter und Außenminister
- Nitykowski, Dorit (1911–1970), deutsches Fotomodell sowie Schönheitskönigin

### Nitz
- Nitz, Axel (* 1957), deutscher Komponist, Autor und Jazzmusiker
- Nitz, Dagobert (* 1929), deutscher Nuklearmediziner und Stifter
- Nitz, Egon (1934–2011), deutscher Konteradmiral der Volksmarine
- Nitz, Emil (1888–1952), deutscher Kapo im KZ Neuengamme
- Nitz, Hermann (1881–1965), deutscher Buchbinder
- Nitz, Hieronymus (1928–2020), deutscher Ordensgeistlicher (Benediktiner), Erzabt von Beuron
- Nitz, Karl (1932–2020), deutscher Judoka
- Nitz, Leonard (* 1956), US-amerikanischer Bahnradsportler
- Nitz, Rolf (* 1960), deutscher Eishockeyspieler und -trainer
- Nitz, Thomas (* 1960), deutscher Politiker (CDU), MdL
- Nitz-Spatz, Sabine (1956–1997), deutsche Politikerin (AL), MdA
- Nitzan, Abraham (* 1944), israelischer Chemiker
- Nitzan, Omri (1950–2021), israelischer Theaterregisseur und -intendant
- Nitzberg, Alexander (* 1969), deutscher AutorAlexander Nitzberg (* 1969)

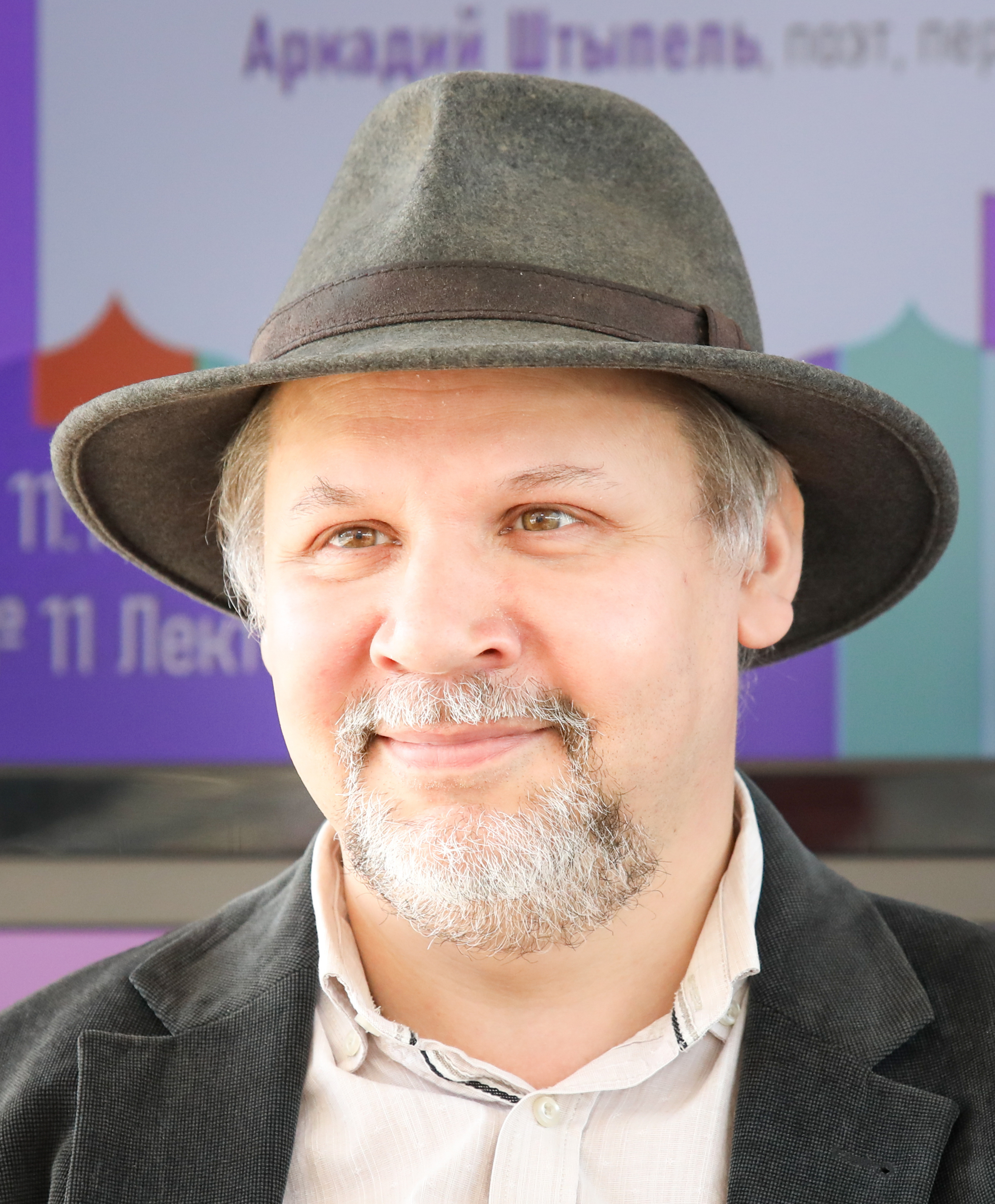
Alexander Nitzberg (* 1969)

- Nitze, Alois (1873–1934), deutscher Landschafts- und Vedutenmaler
- Nitze, André (* 1987), deutscher Wirtschaftsinformatiker, Hochschullehrer, IT-Berater
- Nitze, Harald (1941–2009), deutscher Fußballspieler
- Nitze, Maximilian (1848–1906), deutscher Urologe und Erfinder des Zystoskopes
- Nitze, Otto (1924–1988), deutscher Musiker und Komponist
- Nitze, Paul (1907–2004), US-amerikanischer Politiker
- Nitze, Philipp (1873–1946), deutscher Architekt und Baubeamter
- Nitze, William A. (1876–1957), US-amerikanischer Romanist und Philologe
- Nitzel, Jochen (1936–1999), deutscher Schauspieler und Hörspielsprecher
- Nitzel, Michael (* 1949), deutscher Schauspieler, Kabarettist, Hörspielsprecher und Synchronsprecher
- Nitzke, Solvejg (* 1985), deutsche Literatur- und Kulturwissenschaftlerin
- Nitzkowski, Monte (1929–2016), US-amerikanischer Wasserballtrainer
- Nitzlaff, Ralf (* 1957), deutscher Volleyballnationalspieler
- Nitzling, Erich (1934–2014), deutscher Politiker (SPD), MdL
- Nitzlnader, Christoph (* 2002), österreichischer American-Football-Spieler
- Nitzlnader, Kevin (* 1993), österreichischer Fußballspieler
- Nitzpon, Cornelia (* 1963), deutsche Politikerin (SED, PDS, Die Linke)
- Nitzsch, Christian Ludwig (1782–1837), deutscher Biologe
- Nitzsch, Elfriede von (1920–2011), deutsche Leichtathletin
- Nitzsch, Friedrich (1641–1702), deutscher Mathematiker und Rechtswissenschaftler
- Nitzsch, Friedrich August Berthold (1832–1898), deutscher evangelischer Theologe
- Nitzsch, Gregor (1660–1705), deutscher Staatswissenschaftler und Rechtswissenschaftler
- Nitzsch, Gregor Wilhelm (1790–1861), deutscher klassischer Philologe
- Nitzsch, Karl Immanuel (1787–1868), deutscher evangelischer Theologe
- Nitzsch, Karl Ludwig (1751–1831), deutscher Theologe
- Nitzsch, Karl Wilhelm (1818–1880), deutscher Historiker
- Nitzsch, Werner von (1901–1947), deutscher Ackerbauwissenschaftler und Bodenkundler
- Nitzsch, Wilhelm Ludwig (1703–1758), deutscher lutherischer Theologe
- Nitzsche, August Emil (1869–1931), deutscher Politiker (SPD)
- Nitzsche, Dietrich (1934–2018), deutscher Bildhauer
- Nitzsche, Ela (* 1959), deutsche Schauspielerin und Synchronsprecherin
- Nitzsche, Günter (1925–2019), deutscher Gebrauchsgrafiker
- Nitzsche, Gunther (* 1936), deutscher Agrarwissenschaftler, Tierzuchtleiter und Museumsleiter
- Nitzsche, Helmut (1914–2002), deutscher bildender Künstler und Glasmaler
- Nitzsche, Henry (* 1959), deutscher Politiker (CDU, Wählervereinigung Arbeit-Familie-Vaterland), MdL, MdB
- Nitzsche, Jack (1937–2000), US-amerikanischer Pianist und Komponist
- Nitzsche, Johannes (1879–1947), deutscher Techniker und Kinopionier
- Nitzsche, Klaus (* 1943), deutscher Sportwissenschaftler, Hochschullehrer
- Nitzsche, Kristine (* 1959), deutsche Leichtathletin
- Nitzsche, Martin (* 1911), deutscher SS-Führer im Reichssicherheitshauptamt
- Nitzsche, Max (* 1915), deutscher Journalist
- Nitzsche, Peter (* 1978), deutscher Schauspieler
- Nitzsche, Rainar (1955–2023), deutscher Buchverleger und Autor und Verfasser von Lyrik, Fantastik, Horror und Sachbüchern über Spinnen
- Nitzsche, Regina (* 1951), deutsche Schauspielerin, Synchron- und Hörspielsprecherin
- Nitzsche, Reinhard (* 1936), deutscher Chemiker
- Nitzsche, Rolf (1930–2015), deutscher Bahnradsportler
- Nitzsche, Rolf (* 1937), deutscher Fußballspieler
- Nitzsche, Thomas (* 1975), deutscher Politiker (FDP), OberbürgermeisterThomas Nitzsche (* 1975)

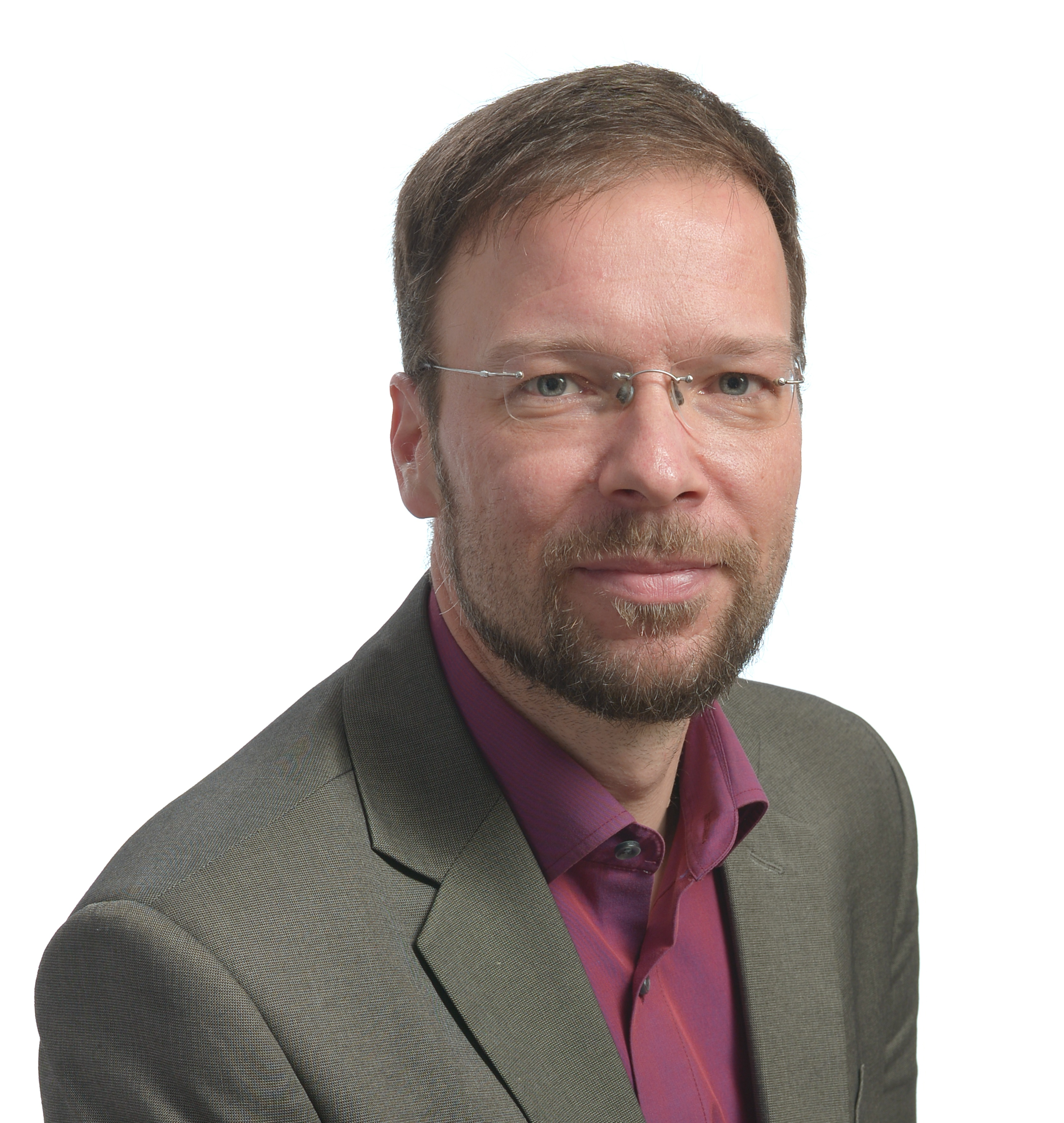
Thomas Nitzsche (* 1975)

- Nitzschke, Bernd (* 1944), deutscher Psychoanalytiker, Historiker der Psychoanalyse und Wissenschaftspublizist
- Nitzschke, Bruno (1892–1956), deutscher Politiker (Ost-CDU), MdL Sachsen-Anhalt
- Nitzschke, Emil (1870–1921), deutscher Politiker (NLP, DDP)
- Nitzschke, Ernst (1855–1924), deutscher Weber, Gastwirt und Politiker (SPD), MdR
- Nitzschke, Hans (1903–1944), deutscher Maler und Architekt, Mitbegründer der Künstlervereinigung „die abstrakten hannover“
- Nitzschke, Helmut (1935–2025), deutscher Regisseur
- Nitzschke, Herbert (1897–1969), deutscher Filmarchitekt und Maler
- Nitzschke, Katrin (* 1955), deutsche Bibliothekarin
- Nitzschke, Kurt (1908–1970), deutscher Radrennfahrer
- Nitzschke, Thomas (* 1977), deutscher Ingenieur, Entführungsopfer
- Nitzschke, Ulli (1933–2013), deutscher Boxer
- Nitzschke, Ulrike (* 1958), deutsche Moderatorin, Autorin, Schauspielerin und Sängerin
- Nitzschmann, Erich (1901–1980), deutscher Kameramann
- Nitzschwitz, Christian Gottfried Heinrich von († 1834), sächsischer Kreishauptmann und Rittergutsbesitzer
- Nitzschwitz, George Heinrich von (1669–1736), königlich-polnischer und kurfürstlich-sächsischer Amtshauptmann